# Louis-Charles-César Maupassant
Louis-Charles-César Maupassant, né le 25 avril 1750 à Saumur et mort massacré le 11 mars 1793 à Machecoul (Loire-Inférieure), est un négociant, agriculteur et député français.

## Biographie
Louis-Charles-César Maupassant est le fils d'Aignan Maupassant, négociant à Saumur, et de Marie Françoise Baudoin. Une de ses sœurs épouse Maurice Bizard et une autre Jean-Étienne de Cigongne. Marié à la fille de Jean-Baptiste Potier de La Savarière, sénéchal de Nort et de Casson, il est le grand-père de Léon Nau de Maupassant, propriétaire du château de Clermont au Cellier.
Bourgeois et agriculteur à Nort, marguillier de sa paroisse au début de la Révolution, il est élu le 15 avril 1789 député suppléant de la sénéchaussée de Nantes aux États généraux puis, en mars 1790, membre du directoire de département de Loire-Inférieure, avant d'être admis à siéger à la Constituante le 5 septembre suivant, en remplacement de l'avocat Joseph-Michel Pellerin, démissionnaire. Siégeant parmi la majorité patriote, il s'oppose à la sortie de Jacques Necker de France le 11 septembre et présente une motion contre les prêtres réfractaires le 17 juillet 1791, jour de la fusillade du Champ-de-Mars.
Le 3 septembre, l'Assemblée achève la rédaction de la constitution, et une députation de 60 membres est nommée par le président, afin de présenter le texte au roi, le soir même. Maupassant demande alors que « celui qui sera chargé de porter la parole du roi communique préalablement son discours à l'Assemblée » le 3 septembre.
Le 10 septembre 1791, il est élu 2e député suppléant de Loire-Inférieure à l'Assemblée législative et membre du directoire de département. En mars 1793, il est envoyé à Machecoul par le directoire de département pour organiser la levée en masse. Il y est tué d'un coup de pique, dans la première attaque du bourg par les paysans rebelles (massacres de Machecoul).

## Sources
- Adolphe Robert, Gaston Cougny (dir.), Dictionnaire des parlementaires français de 1789 à 1889, Paris, Bourloton, 1889, tome 4 (de Mathieu à Maureins), p. 319
- Armand Guérand, Revue des provinces de l'Ouest, Nantes, Guérand & Cie, 1858, p. 637